# Tế bào Schwann
Tế bào Schwann (được đặt tên theo nhà sinh lý học người Đức Theodor Schwann) hay còn gọi là neurolemmocyte, là loại tế bào thần kinh đệm chính của Hệ thần kinh ngoại biên (HTKNB). Tế bào thần kinh đệm hoạt động nhằm hỗ trợ nơron và trong HTKNB, cũng đồng thời bao gồm tế bào vệ tinh, olfactory ensheathing cell, tế bào thần kinh đệm enteric và tế bào thần kinh đệm nằm ở đầu cuối dây thần kinh cảm giác, ví dụ như tiểu thể pacini. Có hai loại tế bào Schwann là tế bào Schwann có bọc myelin và không bọc myelin. Tế bào Schwann có bọc myelin bao bọc xung quanh các sợi trục của nơ-ron vận động và cảm giác để hình thành nên bao myelin.
Trong quá trình phát triển của HTKNB, các cơ chế điều chỉnh của việc bọc myelin bị kiểm soát bởi các tương tác nạp trước bởi các gien cụ thể, ảnh hưởng đến các tầng phiên mã và hình thành nên hình thái học của các sợi thần kinh có bọc myelin.
Tế bào Schwann tham gia và nhiều khía cạnh quan trọng của sinh học dây thần kinh ngoại biên—việc dẫn truyền điện thế hoạt động dọc theo sợi trục, phát triển và phục hồi dây thần kinh, hỗ trợ dinh dưỡng cho nơron, sản xuất chất nền ngoại bào dây thần kinh, điều biến hoạt động synap thần kinh cơ, và sự hiện diện của kháng nguyên đối với tế bào T.